# Rafael Ledesma
Rafael Pompeo Rodrigues Ledesma, noto semplicemente come Rafael Ledesma o Rafael Gaúcho (Porto Alegre, 31 dicembre 1982), è un ex calciatore brasiliano, di ruolo attaccante.

## Palmarès

### Club

#### Competizioni nazionali
- Campionato lituano: 2

FBK Kaunas: 2006, 2007
- Supercoppa di Lituania: 1

FBK Kaunas: 2007
- Coppa di Lituania: 1

FBK Kaunas: 2007-2008
- Supercoppa di Malta: 1

Birkirkara: 2014
- Coppa di Malta: 1

Birkirkara: 2014-2015
- Campionato maltese: 1

Valletta: 2015-2016

#### Competizioni internazionali
- Baltic League: 1

FBK Kaunas: 2008

### Individuale
- Capocannoniere dell'A Lyga: 1

2008 (14 gol)